# Telesilla
Telesilla (in greco antico: Τελέσιλλα?, Telésilla; fl. prima metà del V secolo a.C.) è stata una poetessa greca antica, vissuta ad Argo.

## Biografia
Telesilla era di nobile famiglia e di salute cagionevole. Per guarire chiese agli dei cosa dovesse fare ed essi le comandarono di servire le Muse; così diventò un'affermata poetessa. Ma è ricordata soprattutto perché, secondo una tradizione riferita, tra gli altri, da Plutarco, che la trae da Socrate di Argo, quando, nel 494 a.C., gli spartani, comandati dai re Cleomene I e Demarato, stavano per impadronirsi di Argo dopo averne già sopraffatto l'esercito, la poetessa avrebbe difeso la città e respinto gli invasori. Telesilla fece collocare sulle mura gli anziani e i giovani e armare con gli scudi e le armi rimaste le donne più robuste della città, che si schierarono nel punto dove era previsto l'attacco. Alle grida di guerra spartane i difensori improvvisati non si ritirarono, ma rimasero ai loro posti e sostennero l'attacco. Furono gli spartani che alla fine si ritirarono, non si sa bene se per non perdere l'onore combattendo contro delle donne, o proprio per timore di essere sconfitti da loro.
Pausania riferisce di aver visto una statua in ricordo di questo episodio di eroismo femminile nel tempio di Afrodite ad Argo. La statua avrebbe raffigurato Telesilla che, gettati ai piedi i suoi libri, si accingeva a calzare l'elmo.

## Opere
Gli alessandrini chiamavano telesilleo il metro: X — ∪ ∪ — ∪ —. Alcuni inni agli dei in cui è usato questo metro le erano stati congetturalmente attribuiti. Di essi resta qualche piccolo frammento, che sembra provenire da inni a divinità, tra cui, in particolare, Apollo e Artemide.

## Edizione dei frammenti
- (EN) D.L. Page, Poetae melici Graeci, Oxford, Clarendon Press, repr. 1967  [1962],  pp. 372-374.